# Catching Up with Depeche Mode
Catching Up with Depeche Mode, publicat el 1985, és la versió nord-americana del disc recopilatori The Singles 81−85. Un any abans, el segell americà Sire Records havia editat la recopilació People Are People amb la intenció de donar a conèixer als EUA el tema que li dona títol; "Catching Up..." es pot considerar com el seu complement, car abasta un període més ample i, a més, no inclou "People Are People".
Comparat amb The Singles 81−85, el seu contingut és un pèl diferent; inclou les cares B dels senzills més recents ("Shake the Disease" i "It's Called a Heart").
El títol del disc (en català, "Posant-se al dia amb Depeche Mode") es deu al fet que, fins a l'aparició de "People Are People", cap dels seus senzills no havia tingut un èxit considerable i, realment, molts temes no havien estat ni tan sols publicats als Estats Units, amb la qual cosa eren de facto temes nous, encara que en alguns casos ja tinguessin uns anys.

## Llista de cançons
Totes les cançons foren escrites i compostes per Martin Gore excepte les indicades. 
| Núm. | Títol                   | Composició | Durada |
| ---- | ----------------------- | ---------- | ------ |
| 1.   | «Dreaming of Me»        | Clarke     | 3:44   |
| 2.   | «New Life»              | Clarke     | 3:44   |
| 3.   | «Just Can't Get Enough» | Clarke     | 3:36   |
| 4.   | «See You»               |            | 3:53   |
| 5.   | «The Meaning of Love»   |            | 3:54   |
| 6.   | «Love, in Itself»       |            | 3:55   |
| 7.   | «Master and Servant»    |            | 3:50   |
| 8.   | «Blasphemous Rumours»   |            | 5:04   |
| 9.   | «Somebody»              |            | 4:21   |
| 10.  | «Shake the Disease»     |            | 4:46   |
| 11.  | «Flexible»              |            | 3:09   |
| 12.  | «It's Called a Heart»   |            | 3:48   |
| 13.  | «Fly on the Windscreen» |            | 5:05   |

## Dades
- Depeche Mode: David Gahan, Martin Gore, Andrew Fletcher, Alan Wilder.
- Temes escrits per Martin Gore excepte els temes 1, 2 i 3, escrits per Vince Clarke.
- Martyn Atkins: disseny i fotografia
- Gareth Jones, Depeche Mode, Daniel Miller: producció
- Eric Watson: fotograpia